# Le nâu hung
Le nâu hung (danh pháp hai phần: Dendrocygna bicolor) là một loài chim thuộc phân họ Le nâu. Loài này sinh sản khắp các khu vực nhiệt đới ở phần lớn Trung Mỹ và Nam Mỹ, châu Phi cận Sahara, tiểu lục địa Ấn Độ và Bờ biển Vịnh Hoa Kỳ. Nó gần như là loài định cư ngoại trừ di chuyển cục bộ và có thể là loài lang thang ở phía nam châu Âu. Nó làm tổ trên chỏm nhiều cây sậy quấn vào nhau và đẻ 8-12 quả trứng nhưng đôi khi chúng cũng làm tổ trên tổ chim cũ hay hốc cây.
Môi trường sống của nó là hồ nước ngọt, ruộng lúa, hồ chứa với thảm thực vật phong phú, loài le này chủ yếu ăn vào ban đêm và chủ yếu ăn hạt và các bộ phận khác của cây.
Chúng có chiều dài 48–53 cm (19-21). Nó có mỏ màu xám, đầu và chân hơi dài. Con trống và con mái có bộ lông tương tự, trừ trường con non đã ít tương phản bên hông và đuôi.
Loài này sống thành bầy.